# 宿生早熟禾
宿生早熟禾（学名：Poa perennis）为禾本科早熟禾属下的一个种。